# Carlos Coelho da Silva
Carlos Coelho da Silva (* 1964) ist ein portugiesischer Regisseur.

## Leben
Der 1964 geborene Silva studierte bis 1990 Film und Fernsehen in den USA. Zurück in Portugal, drehte er eine Reihe Fernsehserien für den privaten Fernsehsender SIC, deren Programmdirektor er wurde. Dort zeichnete er u. a. auch für Ídolos verantwortlich, dem ab 2003 gesendeten portugiesischen Ableger des Sendeformats Pop Idol (in Deutschland als Deutschland sucht den Superstar).
2005 gelang Silva mit seinem ersten Kinofilm O Crime do Padre Amaro (dt.: Das Verbrechen des Paters Amaro, nach einem Roman von Eça de Queiroz) ein Publikumserfolg, und der Film wurde der meistgesehene portugiesische Titel (Stand Oktober 2012), seitdem das staatliche Filminstitut ICA öffentlich Statistik führt (2004). Einer der Gründe für den Erfolg war die Besetzung der weiblichen Hauptrolle mit dem bekannten Model Soraia Chaves, die Silva hiermit für das Kino entdeckte, und die anschließend eine erfolgreiche Schauspielerin in Portugal wurde. Der Film wurde in der Folge auch als DVD veröffentlicht.
Für sein Biopic Amália (2008), über die 1999 verstorbene Sängerin Amália Rodrigues, wurde Silva auf dem Cairo International Film Festival für eine Goldene Pyramide, und in Portugal für einen Globo de Ouro nominiert. Der Film gehörte zu den größeren aktuellen Kinoproduktionen in Portugal. Er kostete etwa 3 Millionen Euro, wurde mit 40 Schauspielern und 1.300 Statisten gedreht, und lief in 66 Kinos in Portugal an. Der in 20 Ländern vertriebene Film erhielt auch die Anerkennung der Kritik, insbesondere für seinen Schnitt. Er gewann mit über 200.000 Zuschauern wieder die Zustimmung des Publikums, sowohl an der Kinokasse, als auch anschließend als DVD-Veröffentlichung.
Silvas nächster Film, Uma Aventura na Casa Assombrada (dt.: Ein Abenteuer in dem überschatteten Haus, 2009), wurde ein weiterer Publikumserfolg. Silva hatte bereits in der Zeit von 2000 bis 2005, beim Fernsehsender SIC, einige Folgen der portugiesischen Jugendbuchserie Uma Aventura (dt.: Ein Abenteuer) als Fernsehserie verfilmt. Mit der Umsetzung des Buches von Ana Maria Magalhães und der damaligen Bildungsministerin Isabel Alçada, und mit Musik der Gruppe Mesa, wandte sich Silva erstmals mit einem Kinofilm an die Jugend in Portugal, was in jüngerer Zeit kein Regisseur des Portugiesischen Films getan hatte.

## Filmografie (Auswahl)

### Filme
- 2005: O Crime do Padre Amaro
- 2008: Amália
- 2008: Bushy Mush (Dokumentarfilm)
- 2009: Maddie: A verdade da mentira (Fernseh-Dokumentation)
- 2009: Uma Aventura na Casa Assombrada
- 2012: Maria Coroada (Fernsehfilm)
- 2021: O Tesouro (Fernsehfilm)

### Fernsehserien
- 1989: Chegar, Apostar e Vencer
- 1991: Eterno Feminino
- 1991: Tal Pai, Tal Filho
- 1991: Sim ou Sopas
- 1991: Acontecimentos, Lda.
- 1993: Momentos de Glória
- 1993: Telhados de Vidro
- 1993: Labirinto
- 1994: Tudo ou Nada
- 1995: Os Conquistadores
- 1996: Ai, os Homens
- 1996: Aventura é Aventura
- 1997: Confissões
- 1999: Ecoman
- 1999: Nós os Ricos (1 Folge)
- 2000–2004: Uma Aventura
- 2002: O Meu Nome é Agata
- 2002–2003: Não Há Pai
- 2003–2005: Ídolos
- 2003: O Jogo
- 2003: Na Casa do Toy